# 高窪統
髙窪 統（たかくぼ はじめ、1963年11月23日 - 2009年1月14日）は、日本の工学者及び工学博士。中央大学理工学部教授。

## 人物
東京都出身。祖父の高窪喜八郎、父の高窪利一と中央大学の教授を務め、妻は明治大学准教授を、叔父の高窪貞人は青山学院大学の教授を務めていた学者一家である。
中央大学理工学部電気電子情報通信工学科教授。専門分野は電子デバイス・機器工学。電子回路。電子情報通信学会や電気学会などにも所属した。
2009年1月14日、東京都文京区後楽の中央大学理工学部後楽園キャンパス内で、元教え子の男に襲撃されて背中に傷を負った状態で発見された。直ちに病院へ救急搬送されたが、搬送先の病院で死亡が確認された（中央大学教授刺殺事件）。45歳没。

## 略歴
- 1963年、高窪利一の子として東京都に生まれる。
- 1982年、東京都立青山高等学校卒業
- 1986年、上智大学理工学部卒業
- 1992年、上智大学大学院理工学研究科電気・電子工学専攻博士後期課程修了
- 1995年、電気学会論文発表賞受賞 （電子・情報・システム部門研究会）
- 1997年、中央大学理工学部助教授
- 2000年、第57回電子情報通信学会論文賞受賞

Low Voltage OTA Using Two-MOSFET Subtractors between Rails
(論文誌EA 12・2）
- 2003年、中央大学理工学部教授
- 2009年1月14日、中央大学後楽園キャンパス内で元教え子の男に背中を複数刺され倒れているところを発見され、搬送先の病院で死亡。

## 著作物
文部科学省科学研究費補助金研究成果報告書
- 「低電圧・低消費電力CMOSアナログ集積回路を用いた携帯機器のためのシステムLSI」 （2008年3月）

### 論文
- 「2段積みMOSFET構成の電圧平均回路、信学論」
- 「ビットマップCAD上におけるCMOS可変しきい値論理を用いた画像処理に関する研究」（博士論文）